# Обчислювальна хімія

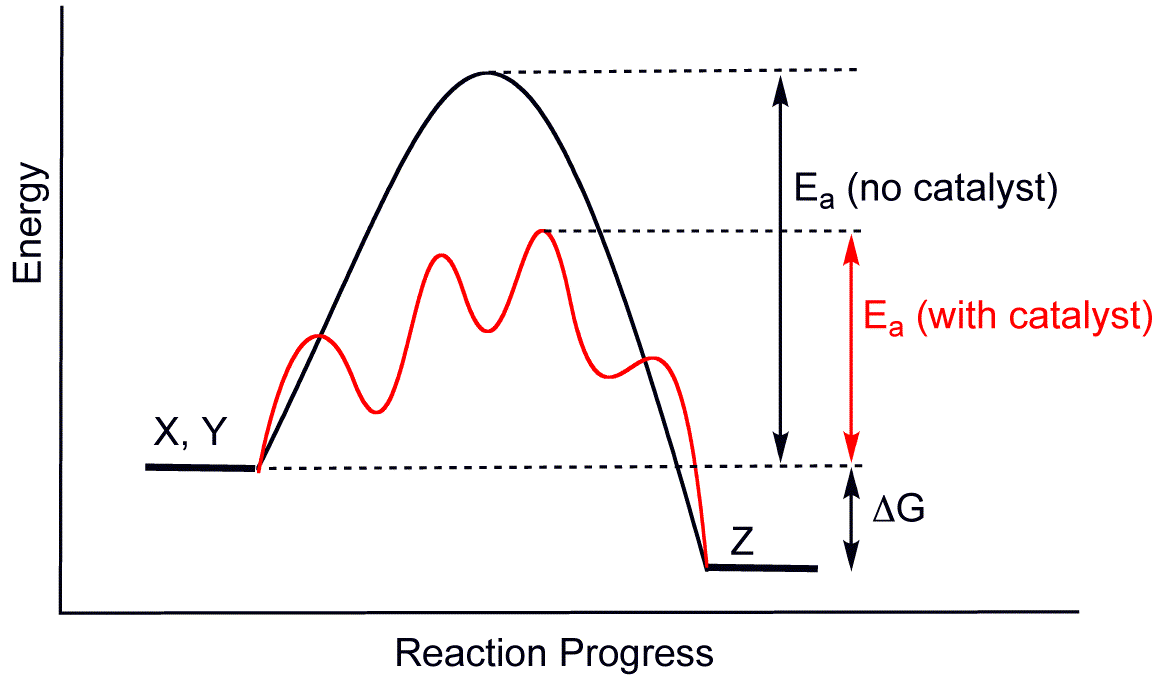
Комп’ютерна хімія може допомогти передбачити такі значення, як енергія активації від каталізу. Присутність каталізатора відкриває інший шлях реакції (показаний червоним) із меншою енергією активації. Кінцевий результат і загальна термодинаміка однакові.

Обчи́слювальна хі́мія (англ. computational chemistry, часто називається також комп'ютерною хімією, але остання є ширшим поняттям та охоплює ще інші дисципліни) — розділ хімії, що використовує принципи інформатики для розв'язку хімічних задач. Обчислювальна хімія використовує результати теоретичної хімії, що включенні в комп'ютерні програми, для розрахунків хімічної структури, хімічних та фізичних властивостей речовин та їх сумішей у різних агрегатних станах. Зазвичай результати обчислювальної хімії доповнюють інформацію отриману хімічними та фізичними експериментами, хоча часто вона використовується для передбачення властивостей та хімічних явищ, що ще не спостерігалися експериментально. Обчислювальна хімія широко використовується для розробки нових ліків та матеріалів.

## Методи
Одна молекулярна формула може відображати величезну кількість різних ізомерів. Ситуація ускладнюється також існуванням великої кількості конформерів. Кожна така структура (стабільна) має локальний мінімум на енергетичній поверхні (так званій поверхні потенційної енергії (ППЕ)), тобто поверхні залежності сумарної енергії (тобто електронної енергії плюс енергії відштовхування між ядрами) від координат всіх ядер цієї структури. Стаціонарною точкою є така геометрія, при якій всі похідні енергії щодо всіх можливих зміщень ядра рівні нулеві. Локальним енергетичним мінімум є така стаціонарна точка, у якій всі такі зміщення призводять до зростання енергії. Локальний мінімум, що лежить найнижче на ППЕ серед усіх інших, називається глобальним мінімум та належить до найстійкішої конфігурації ядер, а отже до найстійкішого ізомеру. Якщо лише одна зміна по координаті призводить до зменшення загальної енергії в обох напрямках, то така стаціонарна точка називається перехідним станом, а координата — координатою реакції. Процес виявлення стаціонарної точки (точок) називається оптимізацією геометрії.
В останні 10 років успішно розвивається метод комп'ютерного моделювання кристалічних структур USPEX. Метод дозволяє передбачати кристалічну структуру при довільних P-T умовах, виходячи зі знання тільки хімічного складу речовини. Сліпе тестування складних немолекулярних неорганічних структур показало переваги еволюційного методу USPEX в більшості тестів в порівнянні з методами випадкової вибірки й симуляції відпалу. Код USPEX базується на ефективному еволюційному алгоритмі, розробленому групою професора А. Оганова. Крім того, в коді реалізовано альтернативні методи (випадковий пошук, метадинаміка, покращений алгоритм оптимізації рою часток) і методи пошуку механізмів перетворення кристалічних структур.  Цим методом було теоретично передбачено цілий ряд нових матеріалів.